# Fiat 3000
Italský tank Fiat 3000 je v podstatě verze francouzského tanku Renault FT-17. Tento stroj s typovým označením L 5/21 se začal vyrábět roku 1921. Jako pohon sloužil motor Fiat o výkonu 50 hp. Tank byl vyzbrojen dvojicí italských kulometů Fiat ráže 8 mm. Celkem bylo vyrobeno 100 tanků typu L 5/21. Roku 1930 byl tank Fiat 3000 modernizován a označen jako L 5/30. Motor Fiat měl výkon 64 hp, hlavní zbraní tanku se stal kanón 37/40 táže 37 mm. Celkem bylo vyrobeno 52 kusů typu L 5/30.
Tanky Fiat 3000 použila italská armáda poprvé roku 1926 v Libyi, když oddíl tanků úspěšně podpořil italské dobytí oázy Giaralub 7. února 1926. Roku 1935 bojovaly v Habeši, za druhé světové války na Balkáně. Při vylodění spojenců na Sicílii roku 1943 s tanky Fiat 3000 bojovaly dvě italské roty.

## Export
Tank byl i v omezeném množství exportován. Jeden exemplář zakoupila roku 1924 argentinská armáda. Čtyři exempláře zakoupila armáda Habeše (jeden model 21 roku 1925, 3 modely 30 roku 1930). Tyto stroje byly nasazeny během italského vpádu do země, operovaly v oblasti Ogadenu a zřejmě byly všechny zničeny. Roku 1925 koupilo 1 exemplář Španělsko. V polovině 20. let koupilo 6 exemplářů Lotyšsko.
Roku 1926 či 1928 darovali polští komunisté jeden tank pojmenovaný Felix (Džerdžinskij) Rudé armádě. Posloužil prý jako jeden ze vzorů prvního ve velkém množství vyráběného tanku T-18 (MS-1). Roku 1928 koupilo 1 exemplář Dánsko, kde sloužil jen k výcviku. Několik exemplářů získala počátkem 30. let i Albánie (minimálně 2, snad 4). Roku 1930 bylo pět tanků vyvezeno bez výzbroje do Maďarska. Sloužily zde jako cvičné stroje, některé z nich obdržely aspoň kulomet.